# Carole & Tuesday
Carole & Tuesday (キャロル&チューズデイ, Kyaroru & Chūzudei) é uma série de televisão de anime de 24 episódios dirigida por Shinichirō Watanabe. O anime é produzido pelo estúdio Bones, em comemoração aos 20 anos do estúdio e 10 anos da gravadora FlyingDog. O anime estreou em 10 de abril de 2019 no bloco +Ultra da Fuji TV. Uma adaptação em mangá de Morito Yamataka começou a serialização no Young Ace em maio de 2019. Uma versão com vários idiomas está disponível em todo o mundo na Netflix.

## Enredo
A história de Carole e Tuesday se passa no futuro em Marte, para onde a humanidade começou a migrar há cinquenta anos atrás e onde a maior parte da cultura e da arte é produzida por IA (Inteligência Artificial).
Aqui acompanhamos a história de duas garotas. Uma delas é Carole, uma garota que vive na metrópole de Alba City e que tem o sonho de se tornar uma musicista, porém ela sempre sentiu que algo está faltando.
Distante de Alba City, na cidade de Herschel, vive Tuesday, uma garota nascida em uma família muito rica, ela, assim como Carole, sonha em se tornar uma musicista, mas ela se sente muito solitária já que ninguém ao seu redor, inclusive a sua mãe, uma influente política a entende.
Um dia, como uma obra do destino, Carole e Tuesday se encontram casualmente e tornam-se amigas. Elas querem cantar e fazer música. Juntas, elas sentem que podem ter uma chance. Agora, Carole e Tuesday precisam se esforçar muito para alcançar o sucesso pois a jornada não será nada fácil.

## Dublagem
A dublagem brasileira foi feita pela Som Vera Cruz, com a direção de Leonardo dos Santhos.
| Personagem              | Seiyū ( Japão)           | Dublador ( Brasil)               | Parte                  |
| Personagens Principais  | Personagens Principais   | Personagens Principais           | Personagens Principais |
| ----------------------- | ------------------------ | -------------------------------- | ---------------------- |
| Carole Stanley          | Miyuri Shimabukuro       | Amanda Brigido                   | 1-2                    |
| Carole Stanley          | Nai Br.XX (Vocal)        |                                  | 1-2                    |
| Tuesday Simmons         | Kana Ichinose            | Pamella Rodrigues                | 1-2                    |
| Tuesday Simmons         | Celeina Ann (Vocal)      |                                  | 1-2                    |
| Angela Carpenter        | Sumire Uesaka            | Louise Schachter                 | 1-2                    |
| Angela Carpenter        | Alisa (Vocal)            |                                  | 1-2                    |
| Personagens Secundários |                          |                                  |                        |
| Roddy                   | Miyu Irino               | Cadu Paschoal                    | 1-2                    |
| Gus Goldman             | Akio Ōtsuka              | Ronaldo Júlio                    | 1-2                    |
| Tao                     | Hiroshi Kamiya           | Luiz Sérgio Vieira               | 1-2                    |
| DJ Johnny Ertegun       | Mamoru Miyano            | Alexandre Moreno                 | 1-2                    |
| Dahlia Carpenter        | Kenyū Horiuchi           | Anderson Coutinho                | 1-2                    |
| Spencer Simmons         | Takahiro Sakurai         | Peterson Adriano                 | 1-2                    |
| Valerie Simmons         | Tomoko Miyadera          | Marize Motta                     | 1-2                    |
| Crystal                 | Maaya Sakamoto           | Aline Ghezzi                     | 1-2                    |
| Crystal                 | Lauren Dyson (Vocal)     |                                  | 1-2                    |
| Skip Collins            | Hiroki Yasumoto          | Guilherme Briggs                 | 1-2                    |
| Skip Collins            | Thudercat (Vocal)        |                                  | 1-2                    |
| Personagens Recorrentes |                          |                                  |                        |
| Katy Kimura             | Nao Tōyama               | Dayse Richffer                   | 1-2                    |
| Hófner                  | Hōchū Ōtsuka             | Ricardo Rossatto                 | 1-2                    |
| Pyotr                   | Shōta Aoi                | Cafi Balloussier                 | 1-2                    |
| Pyotr                   | J R Price (Vocal)        |                                  | 1-2                    |
| GGK                     | Misaki Kuno              | Teline Carvalho                  | 1-2                    |
| GGK                     | Madison McFerrin (Vocal) |                                  | 1-2                    |
| Marie                   | Aya Hisakawa             | Márcia Coutinho                  | 1-2                    |
| Anne                    | Momoe Kishimoto          | Andrea Suhett                    | 1-2                    |
| Elizabeth "Beth"        | Sayuri Sadaoka           | Sheila Dorfman                   | 1-2                    |
| Jiggy                   | Masaya Fukunishi         | Leonardo Santhos                 | 1-2                    |
| Bartender               | Riki Kitazawa            | Wesley Santana                   | 1-2                    |
| Aladdin                 | Uki Satake               | Leonardo Santhos                 | 1-2                    |
| Senhorio                | Mugihito                 | Carlos Gesteira                  | 1-2                    |
| Schwartz                | Takayuki Sugō            | Jorge Vasconcellos               | 1-2                    |
| Jerry Egan              | Yutaka Aoyama            | Júlio Chaves                     | 2                      |
| Tobe                    | Hiroshi Iwasaki          | Guilherme Lopes                  | 2                      |
| Kyle                    | Junichi Suwabe           | Marcelo Garcia                   | 2                      |
| Flora                   | Megumi Hayashibara       | Telma da Costa                   | 2                      |
| Flora                   | Jessica Karpov (Vocal)   |                                  | 2                      |
| Desmond                 | Kōichi Yamadera          | Alexandre Maguolo                | 2                      |
| Dann                    | Atsuki Tani              | Malta Júnior                     | 2                      |
| Ezekiel                 | Subaru Kimura            | Leonardo Santhos                 | 2                      |
| Cavaleiro Negro         | Akira Ishida             | Fabrício Vila Verde              | 2                      |
| Aaron                   | Tetsuya Kakihara         | Erick Bougleux                   | 2                      |
| Adam Hamilton           | Ikuya Sawaki             | Hélio Ribeiro                    | 2                      |
| Olivia                  | Ayako Kawasumi           | Larissa de Lara                  | 2                      |
| David                   | Yoshiaki Hasegawa        | João Cappelli                    | 2                      |
| Michael Mcbee           | TBA                      | ?                                | 2                      |
| IDEA                    | Uki Satake               | Jeane Marie                      | 1                      |
| Mars' Brightest         |                          |                                  |                        |
| Catherine               | Seiko Tamura             | Rosana Collares                  | 1-2                    |
| Benito                  | Kōji Ochiai              | Léo Rabelo                       | 1-2                    |
| Shaks                   | Hiroyuki Yoshino         | Peterson Adriano                 | 1                      |
| Apresentador            | Shinichirō Ōta           | Eduardo Borgerth                 | 1                      |
| Cybelle                 | Ayane Sakura             | Helena Palomanes                 | 1                      |
| Cybelle                 | Maika Loubte (Vocal)     |                                  | 1                      |
| Og Bulldog              | Hiroshi Shirokuma        | Guntemberg Barros                | 1                      |
| Og Bulldog              | Kazuma Kudo (Vocal)      |                                  | 1                      |
| Irmãs Sereias           | Shintarō Asanuma         | Fernando Mendonça                | 1                      |
| Irmãs Sereias           | Yūri Kuriyama (Vocal)    |                                  | 1                      |
| Irmãos de Fogo          | Shōzō Iizuka             | André Bellisar e Carlos Gesteira | 1                      |
| Irmãos de Fogo          | Singman (Vocal)          |                                  | 1                      |